# Richard Waghorn
Flight Lieutenant Henry Richard Danvers „Dick“ Waghorn AFC, (* 6. September 1904 in Brompton, Royal Borough of Kensington and Chelsea, London; † 7. Mai 1931 in Farnborough, Hampshire) war ein englischer Militär-Pilot, Gewinner der Schneider-Trophy und als alpiner Skirennläufer Teilnehmer der ersten Alpinen Skiweltmeisterschaften.

## Privates
Waghorn war der Sohn eines Bauingenieurs aus Brompton.
Er heiratete am 15. Juni 1929 Dollie Watson. Das Paar hatte einen Sohn namens John.

## Militärische Laufbahn und flugsportliche Erfolge
Waghorn absolvierte seine Schulzeit in Wellington. Daran anschließend trat er 1922 als Kadett in das Royal Air Force College Cranwell ein. Hier lernte er den später hochrangigen Air Force Offizier, Sir Richard Atcherley kennen, mit dem er 1929 gemeinsam an der Schneider Trophy teilnahm. Bei seinem Abschluss im August 1924 erhielt er die Auszeichnung des "Sword of Honour" für den besten Allround-Kadetten verliehen.
Es folgte die Dienstzuteilung zur Squadron Nr. 17, bei der er noch zwei Jahre mit der alten Sopwith Snipe, einem britischen Doppeldecker-Jagdflieger aus dem 1. Weltkrieg flog. Daran anschließend absolvierte er 1926 die Ausbildung zum qualifizierten Fluglehrer an der Central Flying School (CFS) in Wiltshire und blieb als Fluglehrer an der Schule. Im Februar 1929 wurde er an das Marine Aircraft Experimental Establishment in Felixstowe versetzt und wurde Mitglied der High-Speed-Flight, einer kleinen Spezialeinheit der Royal Air Force, die Piloten auf die Teilnahme an der populären, für Wasserflugzeuge konzipierten und seit 1913 ausgetragenen Schneider Trophy vorbereitete.
Im April 1929 wurde er mit seinen Kameraden Flying Officer Moon, D’Arcy Greig, Squadron Leader Augustus Orlebar, George Stainfort und Richard Atcherley nach Calshot verlegt um sich in der finalen Phase auf das Wettrennen gegen die Mannschaften aus den USA, Italien und Frankreich vorzubereiten.
Dick Waghorn gewann das am 6. September 1929 ausgetragene Wettfliegen auf einer Supermarine S.6, mit einer Gesamtzeit von 39,42 Minuten und einer Durchschnittsgeschwindigkeit von 529 km/h vor Tomasso Dal Molin (Macchi M.52) und D'Arcy Greig (Supermarine S.5).
Nach dem Gewinn der Schneider Trophy flog Waghorn hauptsächlich als Testpilot Flugzeuge mit experimentellen Ausstattungen, nahm aber auch weiter an Wettbewerben teil. So erreichte er unter anderem am 5. Juni 1930 beim King’s Cup Race über 753 Meilen den 3. Platz auf einer Blackburn Bluebird IV.

## Karriere im Skisport
Waghorn war ein sportliches Allround-Talent, das sich neben der Fliegerei noch dem Rugby- und dem alpinen Skisport widmete. Ab Mitte der 1920er-Jahre verbrachte Waghorn den Winter regelmäßig in der Schweiz. 1926 trat er gemeinsam mit seinem Bruder David dem Downhill Only Ski Club bei. Dieser war ein Jahr zuvor in Wengen als Konkurrenz zum Kandahar Skiclub des Arnold Lunn gegründet worden und war der zweite rein auf den alpinen Skisport ausgerichtete Skiclub von Engländern in der Schweiz.
Nachdem am 14. Februar 1928 der Clubsekretär Donald Dalrymple bei einem Lawinenunglück am Eggishorn verstorben war, stand auch der in Kurzform D.H.O. genannte Skiclub vor der Auflösung. Waghorn übernahm die Agenden des ehemaligen Clubsekretärs, wurde Vize-Präsident unter Major C. J. White und kümmerte sich erfolgreich um den Fortbestand des Vereines. Von 1929 bis zu seinem Ableben stand er dem Skiclub danach als Präsident vor.
Bei den 1930 in Wengen durchgeführten 11. britischen Skimeisterschaften belegte Waghorn den zweiten Platz im Abfahrtslauf. Als erster Skifahrer des Downhill Only Ski Clubs wurde er 1931 in die Auswahlmannschaft des Skiclub of Great Britain aufgenommen und konnte so an den internationalen FIS-Rennen in Mürren teilnehmen, die heute als die ersten alpinen Skiweltmeisterschaften zählen.
Dabei belegte er den 18. Platz in der Abfahrt auf der Wintereggstrecke und war damit viertbester des starken britischen Teams. Auf einen Start im Slalom verzichtete er. In der Spezialabfahrt Grütsch-Lauterbrunnen kam er auf den 20. Rang.
Im selben Jahr nahm er auch an den Inferno-Rennen in Mürren teil, konnte sich dort aber nicht in den vorderen Rängen platzieren.

### Alpine Skiweltmeisterschaften
| Alpine Skiweltmeisterschaften | Wettbewerb | Wettbewerb | Wettbewerb         | Wettbewerb    |
| Alpine Skiweltmeisterschaften | Abfahrt    | Slalom     | Alpine Kombination | Lange Abfahrt |
| ----------------------------- | ---------- | ---------- | ------------------ | ------------- |
| 1931 Mürren                   | 18.        | DNS        | DNF                | 20.           |

## Ableben
Im Rahmen eines Testfluges startete er am 5. Mai 1931 in Farnborough einen, mit anstelle eines Rolls-Royce Condor mit einem Rolls-Royce-Buzzard-Motor-Prototypen, ausgestatteten Hawker-Horsley-Doppeldecker.
Nach einigen gelungenen Loopings versuchte er eine Rolle und verlor die Kontrolle über das Flugzeug. Er und sein ziviler Assistent E. R. Alexander betätigten daraufhin den Notausstieg. Während Alexander nur leicht verletzt auf dem Dach einer Fabrik landen konnte, öffnete Waghorn spät seinen Fallschirm und wurde bei der Landung vom starken Wind an diesem Tag gegen ein weiteres Fabrikgebäude geschleudert. Er wurde mit schweren Verletzungen ins Krankenhaus eingeliefert, wo er zwei Tage später, am 7. Mai 1931 im 27. Lebensjahr, verstarb.
Eine eingesetzte Untersuchungskommission kam zu dem Schluss, dass bei dem Unglück kein Verschulden des Piloten vorlag.

## Ehrungen
Am 20. September 1929 wurde Waghorn „in Anerkennung um seine Leistung beim Gewinn der Schneider Trophy“, mit der Verleihung des Air Force Cross ausgezeichnet.
Im Original:
- "The King has been graciously pleased to approve the award of the Air Force Cross to Flying Officer Henry Richard Danvers Waghorn in recognition of his achievement winning the recent "Schneider Trophy" Air Race."[1]